# Flávio da Silva Ramos
Flávio da Silva Ramos (Recife, 12 maggio 1994) è un calciatore brasiliano, difensore del FC Cascavel.

## Caratteristiche tecniche
È un difensore centrale.

## Carriera
Cresciuto nelle giovanili del Náutico, ha esordito il 24 gennaio 2013 in un match del Campionato Pernambucano pareggiato 2-2 contro il Chã Grande.
Nel 2016 è stato acquistato dal Feirense.